# فیات مولتیپلا
فیات مولتیپلا (Fiat Multipla) خودرویی است که از سال ۱۹۹۸ تا سال ۲۰۱۰ در تورین، ایتالیا، میلان و سی‌ان‌جی تولید شده‌است.
این خودرو به عنوان زشت ترین خودرو از نظر طراحی شناخته میشود. 
این خودرو در کلاس کامپکت ام‌پی‌وی قرار گرفته و طول آن در حالت طبیعی ۳٬۹۹۴ میلیمتر (۱۵۷٫۲ اینچ) است. سیستم جعبه‌دندهٔ آن ۵ دنده به صورت دستی است.